# Западна Белорусија
Западна Белорусија (блр. Заходняя Беларусь) назив је који се односи на подручје савремене Белорусије које је припадало Другој пољској републици на темељу уговора из Риге који је одржан између пољско-совјетског рата и Другог светског рата. Источна Белорусија је била совјетска република, део СССР-а.
Становништво западне Белорусије су чинили Белоруси, Пољаци, Литванци, Јевреји и Руси. Белоруси су били суочени са полонизацијом.

## Позадина
Територије савремене Белорусије, Пољске, Украјине и балтичких држава биле су главно поприште операција током Првог светског рата. Бољшевички пуч је срушио руску привремену владу и формирао Руску СФСР. Бољшевици су се повукли из рата са Централним силама потписивањем Брест-литовског споразума, и препустили Белорусију Немачкој на наредних осам и по месеци. Немачка врховна команда је искористила ову прилику да пребаци своје трупе на Западни фронт за Пролећну офанзиву, 1918. године, остављајући иза себе вакуум моћи. Не-Руси који су насељавали земље које су Совјети уступили Немачком царству, видели су споразум као прилику за оснивање независних држава под немачком заштитом. Три недеље након што је 3. марта 1918. потписан Брест-Литовски уговор, новоформирани белоруски централни савет основао је Белоруску Народну Републику. Идеју су одбацили Немци, бољшевици и Американци. Вудро Вилсон је то одбио, јер су Американци намеравали да заштите територијални интегритет европске Русије.
Судбина региона није била решена током наредних три и по година. Пољско-совјетски рат који је избио 1919. окончан је Ришким споразумом 1921. године. Пољска и Балтичке државе су се појавиле као независне земље које се граниче са СССР-ом. Територија данашње Белорусије је споразумом подељена на Западну Белорусију која је припала Пољској и совјетску Источну Белорусију, са пограничним градом Микашевичи. Конкретно, мировни уговор је потписан уз пуно активно учешће белоруске делегације на совјетској страни. У параграфу 3, Пољска је напустила сва права и претензије на територије Совјетске Белорусије, док је Совјетска Русија напустила сва права и претензије на пољску Западну Белорусију.

### Рада Белоруске Народне Републике у егзилу
Чим је совјетско-немачки мировни споразум потписан у марту 1918. године, новоформирана Рада Белоруске Народне Републике једнострано је поставила територијалне претензије на Белорусију на основу области наведених у Трећој конститутивној повељи јер су насељене белоруском већином. У истој повељи Рада је такође прогласила да је Брест-Литовски уговор из марта 1918. неважећи јер су га потписале стране владе које су поделиле територије које нису биле њихове.
 У фебруару 1919. успостављена је заједничка Литванско-Белоруска Совјетска Социјалистичка Република (Литбел), а затим и посебна Белоруска Совјетска Социјалистичка Република. Тако је готово нежељена национална држава, настала током Првог светског рата, своје постојање дуговала директно алтернативним немачким, руским и пољским покушајима да обезбеде контролу над тим подручјем. — Тања Рафас
У Другој конститутивној повељи, Рада је укинула право приватне својине на земљу (став 7) у складу са Комунистичким манифестом. У међувремену, до 1919. године, бољшевици су преузели контролу над великим деловима Белорусије и натерали белоруску Раду на егзил у Немачкој. Бољшевици су формирали Социјалистичку Совјетску Републику Белорусију током рата са Пољском на отприлике истој територији на коју је полагала право Белорусија.
Друштво народа је ратификовало нову пољско-совјетску границу. Мировни споразум је остао на снази током читавог међуратног периода. Границе успостављене између две земље остале су на снази до Другог светског рата и совјетске инвазије на Пољску. На инсистирање Јосифа Стаљина, границе су поново исцртане на конференцијама у Јалти и Потсдаму.

## Друга Пољска Република
Упркос совјетским напорима да запечате границу [са Пољском], на десетине хиљада сељака – избеглице из БССР-а – прешло је у Пољску, писао је Пер Андерс Рудлинг. Према пољском попису из 1921. године, у земљи је било око милион Белоруса. Неки су проценили да је број Белоруса у Пољској у то време био можда 1,7 милиона, или чак 2 милиона. Након мира у Риги, хиљаде Пољака се населило у тој области, а многима од њих (укључујући ветеране оружане борбе за независност Пољске) влада је дала земљу.
У својим преговорима са белоруским лидерима у Вилњусу, Јозеф Пилсудски је одбацио позив на независност Западне Белорусије. У децембру 1919. Пољска је распустила Раду, док је почетком јануара 1920. формирано ново тело Највиша Рада, без тежњи за независношћу, али са предложеним културним, друштвеним и образовним функцијама. Јозеф Пилсудски је преговарао са руководством Западне Белорусије, али је на крају напустио идеје Међуморја, његове властите предложене федерације делимично самоуправних држава на земљама бивше Државне заједнице Пољске и Литваније.
На пољским парламентарним изборима 1922. године, белоруска странка у Блоку националних мањина добила је 14 места у пољском парламенту (од тога 11 у Сејму). У пролеће 1923. пољски премијер Владислав Сикорски наредио је извештај о стању белоруске мањине у Пољској. Тог лета донета је нова уредба која дозвољава да се белоруски језик званично користи у судовима и школама. Обавезна настава белоруског језика уведена је у свим пољским Гимназијама у областима насељеним Белорусима 1927. године.

### Полонизација
Белоруско становништво Западне Белорусије суочило се са активном полонизацијом од стране централних пољских власти. Политика је вршила притисак на белоруско школовање, дискриминисала белоруски језик и наметнула пољски национални идентитет белоруским римокатолицима.
У јануару 1921. староста из Вилејке је писао о народном расположењу као резигнираном и апатичном међу западнобелоруским сељацима, осиромашеним реквизицијама хране од стране бољшевика и пољске војске. Он је инсистирао на томе да, иако су нове белоруске школе 'никле свуда' у његовом округу, оне гаје антипољске ставове.
Године 1928. у Западној Белорусији је било 69 школа са белоруским језиком; посећеност је била минимална делом због нижег квалитета наставе. Први уџбеник белоруске граматике написан је тек око 1918. године. Године 1939. преко 90% деце у Пољској је похађало школу. Као и другде, и тамо су образовни системи промовисали пољски језик. У међувремену, белоруске агитаторе депортоване у СССР из Пољске совјетски НКВД је ставио у затвор као буржоаске националисте.
Већина пољских становника региона подржавала је политику културне асимилације Белоруса коју је предложио Дмовски. Полонизацијски нагон је био инспирисан и под утицајем Пољске националне демократије Дмовског, која се залагала за одбијање права Белорусима и Украјинцима на слободан национални развој. Владислав Студницки, утицајни пољски званичник, изјавио је да ангажовање Пољске на истоку представља преко потребну економску колонизацију. Белоруски националистички медији били су под притиском и цензуром пољских власти.
Белоруси су били по вероисповести отприлике 70% православаци и 30% римокатолици. Према руским изворима, дискриминација је била усмерена на асимилацију православних Белоруса. Пољске црквене власти су промовисале пољски језик у православним службама, и покренуле су стварање пољских православних друштава у четири града укључујући Слоним, Бјалисток, Вавкависк и Навагрудак. Белоруски римокатолички свештеник Винсент Хадлевски, који је промовисао белоруски језик у цркви, и белоруску националну свест, био је под притиском својих пољских колега. Пољска католичка црква у западној Белорусији издала је свештеницима документа о употреби белоруског језика уместо пољског у црквама и католичким недељним школама. Упутство Пољске католичке цркве из 1921. објављено у Варшави критиковало је свештенике који проповедају на белоруском на католичким мисама.

### Храмада
У поређењу са (већом) украјинском мањином која живи у Пољској, Белоруси су били много мање политички свесни и активни. Највећа белоруска политичка организација била је Белоруски сељачко-раднички савез, такође познат као Храмада. Храмада је добијала логистичку помоћ од Совјетског Савеза и Коминтерне и служила је као параван за радикалну и субверзивну Комунистичку партију Западне Белорусије. Стога су је пољске власти забраниле, њене вође осуђене на различите казне затвора, а затим депортоване у СССР, где их је убио совјетски режим.
Тензије између све националистичкије пољске владе и разних све сепаратистичких етничких мањина наставиле су да расту, а белоруска мањина није била изузетак. Исто тако, према Мареку Јану Ходакијевичу, СССР је сматрао Пољску "непријатељем број један". Током велике чистке, пољски национални округ у Дзјаржинску је расформиран и совјетски НКВД је покренуо такозвану "пољску операцију" (око 25. августа 1937. до 15. новембра 1938), током које су су Пољаци у источној Белорусији, тј. БССР, депортовани и стрељани. Операција је проузроковала смрт до 250.000 људи – од званичног етничког пољског становништва од 636.000 – као резултат политичких убистава, болести или глади. Међу њима, најмање 111.091 припадника пољске мањине стрељала је НКВД тројка. Према Богдану Мусиалу, многи су убијени у затворским егзекуцијама. Поред тога, неколико стотина хиљада етничких Пољака из Белорусије и Украјине је депортовано у друге делове Совјетског Савеза.
Совјети су такође промовисали БССР под совјетском контролом као формално аутономну да би привукли Белорусе који живе у Пољској. Ова слика била је привлачна многим западним белоруским националним вођама, а неки од њих, попут Францишака Алјахновича или Владимира Жилке емигрирали су из Пољске у БССР, али су врло брзо постали жртве совјетске репресије.

## Совјетска инвазија на Пољску, 1939
Убрзо након нацистичко-совјетске инвазије на Пољску након нацистичко-совјетског пакта, област Западне Белорусије је формално припојена Белоруској Совјетској Социјалистичкој Републици (БССР). Совјетска тајна полиција НКВД, уз помоћ Црвене армије, организовала је монтиране изборе у атмосфери застрашивања и државног терора. Совјетска окупациона администрација одржала је изборе 22. октобра 1939. године, мање од две недеље након инвазије. Грађанима је више пута прећено да су њихове депортације у Сибир неизбежне. Коверте са гласачким листићима су нумерисане да би се могло ући у траг и обично су се предавале већ запечаћене. Референдум је био намештен. Кандидати су по плану били непознати својим изборним јединицама које су на бирачка места доводили наоружани стражари. Такозвани избори за народне скупштине Западне Украјине и Западне Белорусије одржани су на руском језику.
Дана 30. октобра, седница Народне скупштине одржана у Бјалистоку потврдила је совјетску одлуку о придруживању Белоруској Совјетској Социјалистичкој Републици (БССР) СССР-у. Петицију је званично прихватио Врховни совјет Совјетског Савеза 2. новембра и Врховни совјет БССР 12. новембра 1939. године. Од тада ће сви грађани Пољске живети у Белоруској ССР као совјетски поданици, без признавања њиховог пољског држављанства.
Совјетска пропаганда је совјетску инвазију на Пољску приказала као "поново уједињење Западне Белорусије и Украјине". Многи етнички Белоруси и Јевреји поздравили су уједињење БССР-а са СССР-ом. Углавном богате групе грађана промениле су свој став након што су из прве руке искусиле стил совјетског система.

### Депортације, хапшења и владавина терора
Совјети су брзо почели да конфискују, национализују и прерасподеле сву приватну и државну имовину. Током две године након анексије, Совјети су ухапсили око 100.000 пољских држављана широм Кресија. Због недостатка приступа тајним совјетским и белоруским архивима, дуги низ година након рата број пољских држављана депортованих у Сибир са подручја Западне Белорусије, као и број страдалих под совјетском влашћу, још увек није тачно утврђен. У августу 2009. године, поводом 70. годишњице совјетске инвазије, ауторитативни пољски Институт народног сећања објавио је да су његови истраживачи проценили број људи депортованих у Сибир на укупно 320.000. Под совјетском влашћу страдало је око 150.000 пољских грађана.

## Совјетско-немачки рат 1941−1945
Услови пакта Молотов-Рибентроп потписаног раније у Москви убрзо су прекршени, када је немачка војска ушла у совјетску окупациону зону 22. јуна 1941. Након операције Барбароса, већи део Западне Белорусије постао је део немачког Рајхскомесаријата Остланд (РКО), као такозвани Генерални регион Беле Рутеније (нем. Generalbezirk Weißruthenien). Многи етнички Белоруси подржавали су нацистичку Немачку. Крајем 1942. заклети германофил Иван Јермаченка формирао је пронацистичку организацију БНС са 30.000 чланова. Формирана је белоруска помоћна полиција. Позната Немцима као Шуцманшафт, етничка белоруска полиција имала је незаменљиву улогу у холокаусту у Белорусији, посебно током другог таласа ликвидација гета, почев од фебруара до марта 1942.
Године 1945. Велика тројка, Велика Британија, Сједињене Државе и Совјетски Савез, успоставиле су нове границе за Пољску. Већи део Западне Белорусије остао је у саставу БССР након завршетка Другог светског рата у Европи; Пољској је требало вратити само област око Бјалистока Пољско становништво је убрзо присилно пресељено на запад. Западна Белорусија је у целини била укључена у састав БССР.
У почетку је било планирано да се престоница БССР-а пресели у Вилњус. Међутим, исте године Јосиф Стаљин је наредио да се град и околна област пренесу Литванији, која је неколико месеци касније припојена Совјетском Савезу и постала нова Совјетска Република. Минск је, дакле, остао главни град проширене БССР. Границе БССР-а су поново донекле измењене после рата (посебно подручје око града Бјалистока враћено је Пољској). Ипак, генерално гледано, оне се поклапају са границама модерне Белорусије.

### Совјетизација
Политичке партије Белорусије и друштво у Западној Белорусији често нису имале информације о репресијама у Совјетском Савезу и биле су под јаким утицајем совјетске пропаганде. Због лоших економских услова и националне дискриминације Белоруса у Пољској, велики део становништва Западне Белорусије је поздравио анексију од стране СССР-а.
Међутим, убрзо након анексије Западне Белорусије од стране Совјетског Савеза, белоруски политички активисти нису гајили илузије о пријатељству совјетског режима. Становништво је постајало све мање лојално како су економски услови постајали још гори и како је нови режим спроводио масовне репресије и депортације чије су мете били Белоруси, као и етничких Пољака.
Одмах након анексије, совјетске власти су извршиле национализацију пољопривредног земљишта у власништву великих земљопоседника у Западној Белорусији. Планирано је да се колективизација и стварањеколективних фарми (колхоза) спроведу споријим темпом него у источној Белорусији 1920-их. До 1941. године, у западним регионима БССР, број индивидуалних фарми се смањио само за 7%. Створено је 1.115 колхоза. Истовремено су почели притисци, па чак и репресије против већих пољопривредника (које их је совјетска пропаганда називала кулацима): величина пољопривредног земљишта за једно појединачно газдинство била је ограничена на 10 ха, 12 ха и 14 ха у зависности од квалитета земље. Било је забрањено унајмљивати раднике и давати земљу у закуп.
Под совјетском окупацијом, грађанство западне Белорусије, посебно Пољаци, суочило се са поступком "филтрације" од стране НКВД апарата, што је довело до тога да је више од 100.000 људи насилно депортовано у источне делове Совјетског Савеза (нпр. Сибир) у првом таласу протеривања. Укупно је током наредне две године око 1,7 милиона пољских држављана стављено у теретне возове и послато из пољског Кресија у радне логоре (гулаге).

## Република Белорусија
Већина Пољака живи у западним регионима, укључујући 230.000 у Гродњенској области. Поред тога, Сапоцкин и његов селсовјет имају пољску већину. Највећа пољска организација у Белорусији је Савез Пољака у Белорусији (пољ. Związek Polaków na Białorusi), са преко 20.000 чланова.